# Miguel Ángel Portugal
Miguel Ángel Portugal Vicario (Quintanilla de las Viñas, Burgos, 28 de noviembre de 1955) es un exfutbolista y actual entrenador de fútbol español.

## Biografía

### Como jugador
Como jugador del Real Madrid ganó una Liga (1979-80) y dos Copas del Rey (1979-80 y 1981-82) y fue subcampeón de Europa en 1981. Internacional sub-23 y olímpico por España

### Como entrenador
Inicios
Ya como entrenador, en Tercera División, entrenó a la Arandina C.F. y al Real Madrid Castilla entre 1997 y 1999, dirigiendolo en 77 partidos de los que ganó 40, empató 17 y perdió 20, jugando en las dos temporadas el "play-off" de ascenso a Segunda División A. Posteriormente, Portugal ha dirigido a varios equipos, como el Córdoba CF.
Real Madrid Castilla
A finales de 2005, fue nombrado técnico del Real Madrid Castilla; pero, tras la designación de Ramón Calderón como presidente, quedó libre de su contrato el 5 de julio de 2006.
Racing de Santander
Ese mismo día, Juan Ramón López Caro dimitió como técnico del Racing de Santander y el club cántabro presentó a Portugal el día 6 de julio de 2006 como entrenador para la temporada 2006-2007.
Secretario técnico del Real Madrid
Tras una gran temporada del equipo cántabro (acabó en una cómoda 10.ª plaza en la Liga), Portugal dimitió el 19 de junio de 2007 alegando discrepancias con el contrato estipulado; aunque los rumores le situaban desde hacía tiempo con la secretaría técnica del Real Madrid, hecho que posteriormente se confirmaría.
Racing de Santander
Tras abandonar su puesto en el conjunto blanco al dimitir su presidente, Ramón Calderón, a principios de 2009; Portugal vuelve al Racing tres temporadas después de abandonar el equipo cántabro para intentar encauzar una temporada que hasta el momento estaba transcurriendo sin pena ni gloria para los intereses del conjunto racinguista y que, de hecho, ya le costó el puesto a su antecesor en el cargo, Juan Carlos Mandiá.
Por tanto, una vez alcanzado el acuerdo, Miguel Ángel Portugal dirigió al Real Racing Club hasta el final de la campaña 2009/2010 y, una vez lograda permanencia del conjunto verdiblanco en la Primera División del fútbol español, también llevó las riendas del equipo cántabro durante la temporada 2010/2011. Con Portugal, el Racing logra pasar a la semifinal de la Copa del Rey por segunda vez en su historia el 27 de enero de 2010. Fue destituido el 7 de febrero de 2011 por el nuevo propietario del club, Ahsan Ali Syed, dejando al equipo decimosexto a cinco puntos del descenso.
Club Bolívar y Atlético Paranaense
En junio de 2012, se anunció su fichaje por el Club Bolívar, con el que ganaría el Torneo Clausura. El 2 de enero de 2014, llegó a un acuerdo amistoso con el Bolívar para dejar el equipo al recibir una oferta del club brasileño Athletico Paranaense. Pocos días después, Portugal firma como nuevo técnico de dicho equipo, pero renunció a su puesto tras sólo 4 meses.
Selección boliviana
El 15 de agosto del 2015, fue elegido para hacerse cargo de la selección boliviana, una posibilidad que finalmente no se concretó.
Real Valladolid
El 21 de octubre de 2015, la directiva del Real Valladolid, cuyo equipo ocupaba en puestos de descenso, anunció su incorporación como nuevo entrenador en sustitución de Gaizka Garitano. Debutó como técnico blanquivioleta con victoria ante el CD Mirandés (2-1), y logró sacar al equipo de la zona baja de la clasificación al obtener 8 puntos en sus 4 primeros encuentros. El 24 de abril de 2016, fue despedido como técnico del Real Valladolid, tras sumar un solo punto de los últimos 15 posibles.
CS Constatine
En noviembre del 2016, ficha por el CS Constantine argelino del Championnat National de Première Division, que en ese momento ocupaba la séptima posición de la tabla; pero dejó el club en diciembre del mismo año por impagos.
Dehli Dynamos
El 30 de junio de 2017, se convirtió en el nuevo técnico del Delhi Dynamos.
Granada CF
El 1 de mayo de 2018, asumió el cargo de entrenador del Granada CF. Firmó por los últimos 5 partidos de Liga, con el objetivo de clasificar al equipo nazarí para la promoción de ascenso. Al no lograr la meta planteada por el club, no se le ofreció la renovación.
Wilstermann
El 20 de diciembre de 2018, fue presentado como nuevo entrenador del Club Deportivo Jorge Wilstermann de la Primera División de Bolivia. Estuvo en el cuadro aviador durante 4 meses donde dirigió 23 partidos; 19 por el torneo boliviano y 4 por Copa Libertadores.
Royal Pari Fútbol Club
El 3 de enero de 2020 se anuncia la contratación del técnico por el Royal Pari Fútbol Club de la Primera División de Bolivia.
Club Guabirá
El 22 de abril de 2023, firma por el Club Guabirá de la Primera División de Bolivia. El 23 de mayo de 2023, presenta su dimisión como entrenador del conjunto boliviano.

## Trayectoria

### Como futbolista
| Club                                  | País   | Año       |
| ------------------------------------- | ------ | --------- |
| Atlético Burgales-Real Madrid Amateur | España | 1973-1974 |
| Burgos Promesas                       | España | 1974-1975 |
| Burgos Club de Fútbol                 | España | 1975-1979 |
| C. D. Mirandés                        | España | 1979      |
| Real Madrid                           | España | 1979-1983 |
| Rayo Vallecano                        | España | 1983-1984 |
| Real Burgos                           | España | 1984-1985 |
| Cádiz CF                              | España | 1985-1987 |
| Real Valladolid                       | España | 1987-1988 |
| Córdoba C. F.                         | España | 1988-1991 |

### Como entrenador
| Club                       | País    | Año       |
| -------------------------- | ------- | --------- |
| CF San Esteban (juveniles) | España  | 1995-1996 |
| Arandina CF                | España  | 1996-1997 |
| Real Madrid CF "B"         | España  | 1997-1999 |
| CD Toledo                  | España  | 1999      |
| Córdoba CF                 | España  | 2003-2004 |
| Real Madrid Castilla       | España  | 2005-2006 |
| Racing de Santander        | España  | 2006-2007 |
| Racing de Santander        | España  | 2009-2011 |
| Bolívar                    | Bolivia | 2012-2013 |
| Athletico Paranaense       | Brasil  | 2014      |
| Real Valladolid            | España  | 2015-2016 |
| CS Constantine             | Argelia | 2016      |
| Delhi Dynamos              | India   | 2017-2018 |
| Granada CF                 | España  | 2018      |
| Jorge Wilstermann          | Bolivia | 2019      |
| Royal Pari                 | Bolivia | 2020      |
| Royal Pari                 | Bolivia | 2021-2022 |
| Guabirá                    | Bolivia | 2023      |

## Palmarés

### Como entrenador

#### Campeonatos nacionales
| Título           | Club    | País    | Edición       |
| ---------------- | ------- | ------- | ------------- |
| Primera División | Bolívar | Bolivia | Clausura 2013 |